# Murias Chaos

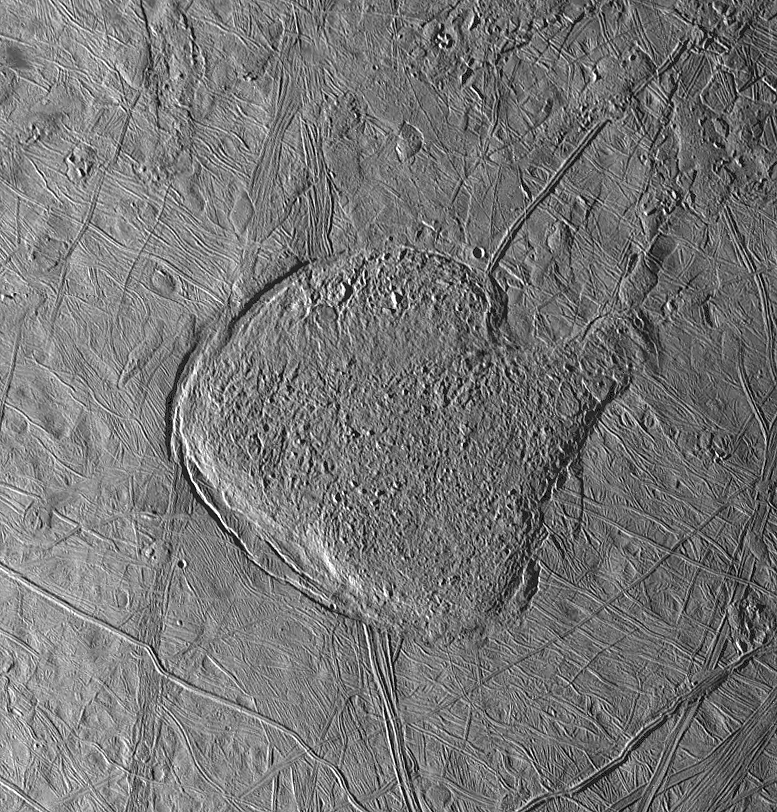
Murias Chaos imagée lors du survol E15 de Galileo (1998)

Murias Chaos est un objet géologique visible à la surface d'Europe, second satellite galiléen de Jupiter, dans la région de Tara à 22°24′N et 83°48′W. Cet objet fut découvert et imagé à haute résolution lors du survol E15 de la sonde spatiale Galileo en mai 1998. Son nom est lié à l’une des quatre grandes îles sacrées du peuple mythique Tuatha Dé Danann de l'Irlande celtique.
Initialement appelée « Mitten », cette structure subcirculaire d'environ 120 km d'extension est actuellement rattachée, selon la nomenclature de l'International Astronomical Union, aux structures de type zone chaotique. Elle se caractérise par des terrains hétérogènes constitués de blocs de dimensions variées éparpillés dans une matrice rugueuse, sans orientation apparente. La topographie de Murias est positive par rapport aux terrains environnants et ses contours sont irréguliers. La structure est bordée à l'ouest par des fractures dans l'encaissant qui « moulent » le massif chaotique, tandis que les bordures méridionale et orientale sont davantage caractérisées par une transgression de la structure sur l'encaissant (falaises plus ou moins abruptes).
Ces observations tendent à rattacher Murias au groupe des zones chaotiques, mais suggèrent parallèlement des processus génétiques différents de ceux observés sur d'autres Chaos comme Conamara ou Thera Macula par exemple.

## Hypothèses sur la formation de Murias Chaos
Deux grandes théories alimentent aujourd'hui les débats quant à la formation de nombreuses structures de la surface d'Europe. La formation de Murias Chaos et des zones chaotiques en général est ainsi expliquée par les uns comme la manifestation d'une fusion partielle au sein d'une cryosphère relativement peu épaisse impliquant des processus conductifs, et par les autres comme le résultat de l'ascension d'un diapir de glace « chaude » au sein d'une cryosphère « froide » plus épaisse (processus convectif). Des théories alternatives tentent de réconcilier ces deux camps en proposant que des lentilles de saumures plus ou moins liquides persistent à faible profondeur à la base du couvercle conductif d'une croûte de glace globalement épaisse et convective.
Quelle que soit la théorie retenue, il apparaît que Murias résulte de l'extrusion relativement récente de glaces plus chaudes et/ou partiellement liquides ayant abouti à la formation originelle d'un dôme puis de sa dislocation au-dessus des terrains environnants plus anciens parcourus de nombreuses structures linéaires et présentant les traces d'impacts météoritiques.
La force exercée par le matériel extrudé est vraisemblablement à l'origine de la fracturation de l'encaissant. Par ailleurs, on peut souligner que le matériau devait être suffisamment visqueux pour fluer ou s'effondrer vers le Sud au niveau de la bordure méridionale, comblant et recouvrant par la même occasion les fractures. Ces fractures ne sont pas visibles sur la bordure orientale et les terrains chaotiques ne semblent pas s'être effondrés et déstructurés comme sur la bordure Sud. De surcroît, l'encaissant semble même se soulever par endroits au contact du Chaos. Ces éléments suggèrent qu'il n'y a sur ce flanc aucune transgression des terrains chaotiques.
De récents travaux sur les zones chaotiques d'Europe proposent des synthèses intéressantes sur les mécanismes de formation des zones chaotiques et leur classification en fonction des caractéristiques morphologiques,,.